# Apeadero de Ramalde
El Apeadero de Ramalde fue una plataforma ferroviaria de las Líneas de Póvoa y Guimarães, que servía a la zona de Ramalde, en el Distrito de Porto, en Portugal.

## Historia
El primer tramo de la Línea de Póvoa, entre Porto-Boavista y Póvoa de Varzim, entró en servicio el 1 de octubre de 1875.